# Alvaro Salles
Alvaro Salles (Bonfim, 18 de fevereiro de 1910 - 22 de junho de 1972) foi um político e agropecuarista brasileiro do estado de Minas Gerais. Foi deputado estadual em Minas Gerais, pelo PSD, durante o períodos de 1955 a 1963 (3ª e 4ª legislaturas). Atuou como deputado na suplência do legislativo mineiro na legislatura seguinte (1963-1967), também pelo PSD e foi eleito novamente para a 6ª legislatura (1967-1971), pela ARENA.

Era filho de Francisco Salles e Adelina Gomes Pereira e foi casado com Zulmira de Freitas Coutinho, com quem teve seis filhos. Foi proprietário da Fazenda Reunidas Rio Doce que ficava no município de Aimorés-MG, grande produtora de cereais com destaque para a produção de milho, que exportava, principalmente para a Venezuela, além de maior fornecedora de cereais para o Exército Brasileiro, possuindo ainda um rebanho de 6.000 cabeças de gado da raça Gir. 
Iniciou sua atividade política em 1945 como organizador do PSD (Partido Social Democrático) na região e posteriormente como candidato a Prefeito Municipal de Aimorés-MG nas eleições municipais de 1948, sendo depois eleito Deputado Estadual em 1954, renovando seu mandato nas eleições de 1958, 1962,1966. Em 1970, disputou sua última eleição como candidato a Deputado Federal pela antiga ARENA ( partido da Aliança Renovadora Nacional). 
Durante os seus mandatos parlamentares, foi líder do partido PSD no Governo Bias Fortes e vice-líder do Governo Israel Pinheiro de 1967 a 1970, tendo também ocupado a presidência de diversas comissões legislativas, entre elas as de trabalho e ordem social, transportes e obras públicas e de Segurança Social . 
Faleceu em 22 de junho de 1972, quando ocupava o cargo de Diretor da FRIMISA (Frigorifico de Minas Gerais), nomeado pelo Governador Rondon Pacheco. 
Em sua homenagem , teve o seu nome dado a vários logradouros públicos  em diversas cidades Mineiras, destacando-se entre eles o FÓRUM e Avenida em  Aimorés, a Escola Municipal em Bonfim, além de Rua e Escola Estadual em Belo Horizonte. 
. 